# 1520년

## 연호
- 명(明) 정덕(正德) 15년
- 일본(日本) 에이쇼(永正) 17년
- 후 레 왕조(後黎朝) 꽝티에우(光紹) 5년

## 기년
- 류큐(琉球) 쇼신왕(尚真王) 44년
- 명(明) 무종 정덕제(武宗 正德帝) 15년
- 조선(朝鮮) 중종(中宗) 15년
- 후 레 왕조(後黎朝) 소종(昭宗) 5년

## 사건
- 4월 2일 - 마젤란 탐험대에서 스페인 출신 선장들이 반란을 일으키다. 마젤란은 반란을 간단히 진압하다.
- 11월 9일 - 50명의 사람들이 스톡홀름 피바다(Stockholm Bloodbath)에서 유죄를 선고받고 처형되다.
- 11월 10일 -덴마크의 크리스티안 2세가 스웨덴 침공 성공 후 스톡홀름 피바다에서 많은 사람을 처형하다.
- 11월 28일 - 스페인 탐험가 페르디난드 마젤란이 마젤란 해협을 통과하여 태평양에 진입하다.
- 베이징에 파견된 포르투갈 사신이 자기 나라 사람들의 불미스러운 행동에 대해 사죄를 해야 했다. 그는 광둥으로 압송되었으며, 그곳에서 가혹한 대우를 받고 감금되어 있다가 행방불명이 됐다.[1]
- 조선의 이적이 포르투갈이라는 나라가 명나라의 마카오에 거류권을 얻은 사실을 전함으로써 조선 양반계급은 처음으로 유럽 사람들의 아시아 진출을 알게 되었다.[2]

## 사망
- 1월 10일 - 조선의 학자 조광조. (1482년~)
- 4월 2일 - 마젤란 탐험대의 반란군 주모자 루이스 데 멘도사와 가스팔 데 케사다. (~?)
- 4월 6일 - 이탈리아의 화가 라파엘로 산치오. (1483년~)

## 참고 문헌
- 송건호 (2002). 《송건호 전집 01 민족통일을 위하여 1》. 한길사. ISBN 8935655015.
- 막스 폰 브란트 (2008). 《격동의 동아시아를 걷다(Ostasiatische fragen. China. Japan. Korea.)》. 김종수 역. 살림. ISBN 9788952209313.